# 广北农场总厂
广北农场总厂，是中华人民共和国山東省东营市广饶县下辖的一个类似乡级单位。

## 行政区划
下辖以下地区：
广北农场、一分场东马楼村、一分场坡庄村、一分场南河崖村和一分场芦清沟村。